# Rivalités dans le soccer en Cascadia
Les rivalités dans le soccer en Cascadia concernent trois équipes : les Timbers de Portland, les Sounders de Seattle et les Whitecaps de Vancouver. Ces rivalités prennent forme au sein de la Cascadia Cup, trophée annuel remis à la meilleure équipe d'entre elles. La Cascadia Cup voit le jour en 2004 sur initiative des supporters des trois clubs et son nom vient tout simplement de Cascadia, terme employé pour désigner une partie du Nord-Ouest Pacifique où sont situés les États de l'Oregon, de Washington et la Colombie-Britannique. Portland, Seattle et Vancouver sont respectivement les plus grandes villes de ces trois états.
Contrairement à la plupart des rivalités dans la Major League Soccer, la rivalité du Cascadia a pris forme bien avant sa création. Entre ces trois clubs, elle remonte aux années 1970 quand les clubs évoluaient au sein de la North American Soccer League,. Vancouver remporte par ailleurs l'édition 1979, seul club parmi les trois à avoir réussi cette performance.
Mais au-delà de la rivalité dans le soccer, il existe une rivalité entre les trois villes (Portland, Seattle et Vancouver) et une suprématie régionale se joue entre elles.

## Résultats de la Cascadia Cup
À la fin de la Major League Soccer 2015, Vancouver a gagné cinq Cascadia Cup, Seattle quatre et Portland trois.

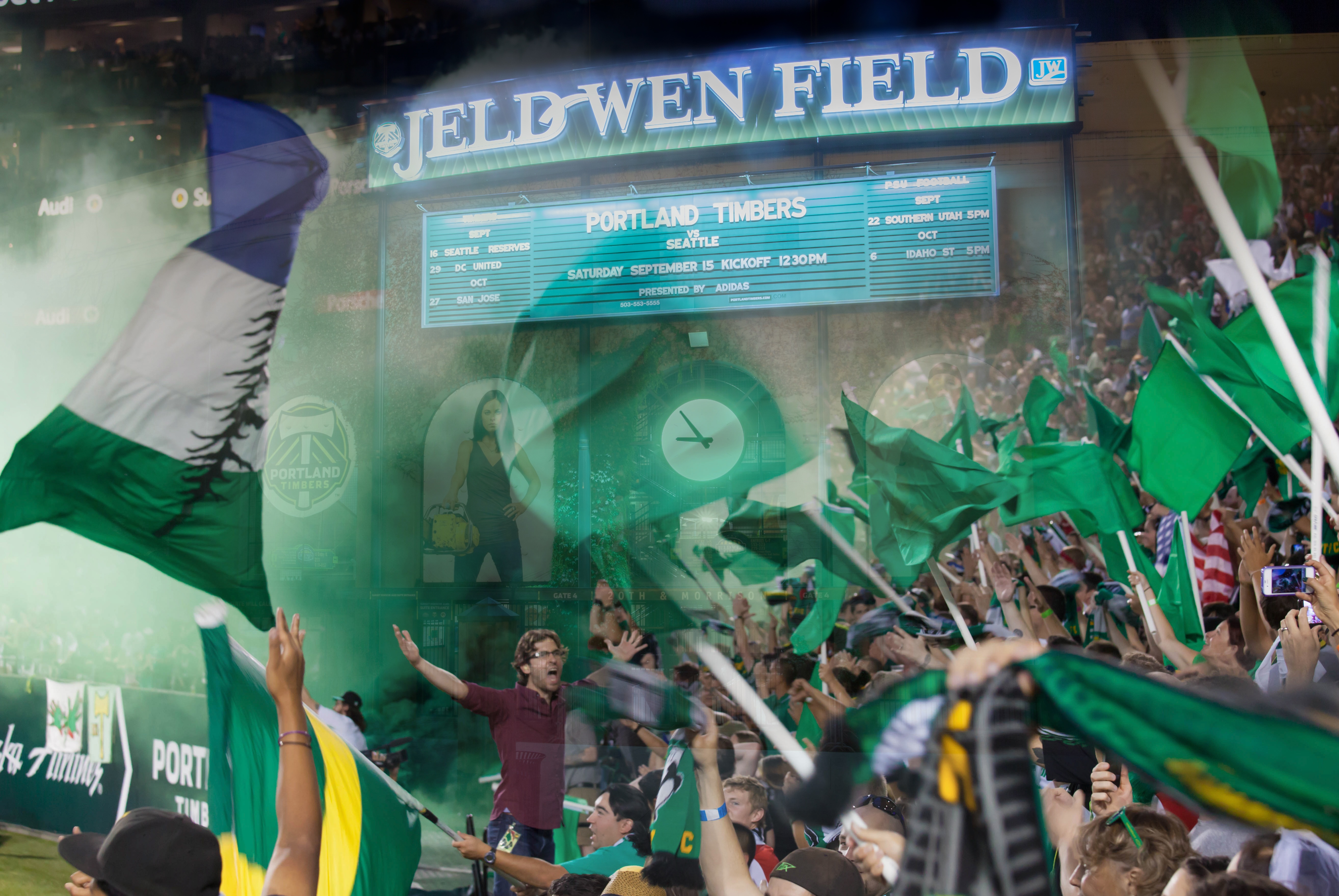
Rapatrier la Cascadia Cup

| Équipe              | Pts | J | G | N | P | Bp | Bc | Diff |
| ------------------- | --- | - | - | - | - | -- | -- | ---- |
| Vancouver Whitecaps | 13  | 8 | 4 | 1 | 3 | 7  | 6  | +1   |
| Portland Timbers    | 12  | 8 | 4 | 0 | 4 | 10 | 11 | −1   |
| Seattle Sounders    | 10  | 8 | 3 | 1 | 4 | 9  | 9  | 0    |

| Équipe              | Pts | J | G | N | P | Bp | Bc | Diff |
| ------------------- | --- | - | - | - | - | -- | -- | ---- |
| Vancouver Whitecaps | 12  | 8 | 2 | 6 | 0 | 10 | 5  | +5   |
| Portland Timbers    | 9   | 8 | 2 | 3 | 3 | 10 | 15 | −5   |
| Seattle Sounders    | 8   | 8 | 1 | 5 | 2 | 7  | 7  | 0    |

| Équipe              | Pts | J | G | N | P | Bp | Bc | Diff |
| ------------------- | --- | - | - | - | - | -- | -- | ---- |
| Seattle Sounders    | 14  | 8 | 4 | 2 | 2 | 13 | 10 | +3   |
| Vancouver Whitecaps | 12  | 8 | 3 | 3 | 2 | 10 | 8  | +2   |
| Portland Timbers    | 6   | 8 | 1 | 3 | 4 | 6  | 11 | −5   |

| Équipe              | Pts | J | G | N | P | Bp | Bc | Diff |
| ------------------- | --- | - | - | - | - | -- | -- | ---- |
| Seattle Sounders    | 8   | 4 | 2 | 2 | 0 | 7  | 4  | +3   |
| Vancouver Whitecaps | 3   | 4 | 0 | 3 | 1 | 2  | 3  | −1   |
| Portland Timbers    | 3   | 4 | 0 | 3 | 1 | 2  | 4  | −2   |

| Équipe              | Pts | J | G | N | P | Bp | Bc | Diff |
| ------------------- | --- | - | - | - | - | -- | -- | ---- |
| Vancouver Whitecaps | 13  | 6 | 4 | 1 | 1 | 9  | 6  | +3   |
| Seattle Sounders    | 8   | 6 | 2 | 2 | 2 | 5  | 5  | 0    |
| Portland Timbers    | 4   | 6 | 1 | 1 | 4 | 4  | 7  | −3   |

| Équipe              | Pts | J | G | N | P | Bp | Bc | Diff |
| ------------------- | --- | - | - | - | - | -- | -- | ---- |
| Portland Timbers    | 6   | 3 | 2 | 0 | 1 | 3  | 1  | +2   |
| Vancouver Whitecaps | 3   | 3 | 1 | 0 | 2 | 1  | 3  | −2   |

| Équipe              | Pts | J | G | N | P | Bp | Bc | Diff |
| ------------------- | --- | - | - | - | - | -- | -- | ---- |
| Portland Timbers    | 8   | 4 | 2 | 2 | 0 | 6  | 4  | +2   |
| Vancouver Whitecaps | 2   | 4 | 0 | 2 | 2 | 4  | 6  | −2   |

| Équipe                 | Pts | J | G | P | N | Bp | Bc | Diff |
| ---------------------- | --- | - | - | - | - | -- | -- | ---- |
| Seattle Sounders FC    | 8   | 4 | 2 | 2 | 0 | 9  | 6  | +3   |
| Portland Timbers       | 7   | 4 | 2 | 1 | 1 | 6  | 5  | +1   |
| Vancouver Whitecaps FC | 1   | 4 | 0 | 1 | 3 | 4  | 8  | −4   |

| Équipe                 | Pts | J | G | N | P | Bp | Bc | Diff |
| ---------------------- | --- | - | - | - | - | -- | -- | ---- |
| Portland Timbers       | 11  | 6 | 3 | 2 | 1 | 7  | 7  | 0    |
| Seattle Sounders FC    | 9   | 6 | 2 | 3 | 1 | 9  | 5  | +4   |
| Vancouver Whitecaps FC | 3   | 6 | 0 | 3 | 3 | 4  | 8  | -4   |

| Équipe                 | Pts | J | G | N | P | Bp | Bc | Diff |
| ---------------------- | --- | - | - | - | - | -- | -- | ---- |
| Vancouver Whitecaps FC | 9   | 6 | 2 | 3 | 1 | 13 | 9  | +4   |
| Portland Timbers       | 7   | 6 | 1 | 4 | 1 | 7  | 7  | 0    |
| Seattle Sounders FC    | 7   | 6 | 2 | 1 | 3 | 6  | 10 | −4   |

| Équipe                 | Pts | J | G | N | P | Bp | Bc | Diff |
| ---------------------- | --- | - | - | - | - | -- | -- | ---- |
| Vancouver Whitecaps FC | 10  | 6 | 3 | 1 | 2 | 8  | 11 | −3   |
| Seattle Sounders FC    | 8   | 6 | 2 | 2 | 2 | 12 | 10 | +2   |
| Portland Timbers       | 7   | 6 | 2 | 1 | 3 | 15 | 14 | +1   |

| Équipe                 | Pts | J | G | N | P | Bp | Bc | Diff |
| ---------------------- | --- | - | - | - | - | -- | -- | ---- |
| Seattle Sounders FC    | 12  | 6 | 4 | 0 | 2 | 9  | 8  | +1   |
| Vancouver Whitecaps FC | 8   | 6 | 2 | 2 | 2 | 6  | 7  | −1   |
| Portland Timbers       | 5   | 6 | 1 | 2 | 3 | 7  | 7  | 0    |

## Navigation